# Ноносабасут
Ноносабасут (умер в марте 1819 г.) — вождь племени беотук. Был главой семьи и супругом Демасдуит, родился на канадском острове Ньюфаундленд.
Ноносабасут был одним из группы беотуков, которых встретил Дэвид Бьюкэн 24 января 1811 г. на озере Ред-Индиан-Лейк. Бьюкэн оставил двоих моряков в индейском лагере, в то время как он, Ноносабасут и трое беотуков пошли за дарами, которые Бьюкэн спрятал ранее. Опасаясь оказаться в плену, Ноносабасут и двое беотуков бежали. Вернувшись в лагерь, они убедили остальную часть группы в том, что намерения Бьюкэна и его людей были враждебными. Двое пехотинцев были обезглавлены, затем лагерь был разогнан.
Другая же экспедиция, назначенная губернатором Чарльзом Гамильтоном, чтобы вернуть украденные принадлежности, была возглавлена Джоном Пейтоном-младшим в марте 1819 года. Судя по всему, некоторые предметы были украдены беотуками из близлежащих рыболовных станций в заливе Эксплойтс. Судьба последних оставшихся беотуков вызвала у властей беспокойство, и туда была организована экспедиция для установления с ними дружеских отношений. 5 марта отряд вооружённых солдат Пейтона заметил небольшую группу беотуков, которые пытались бежать. Пейтон схватил женщину по имени Демасдуит. Ноносабасут приблизился к ним, держа в руках сосновую ветку, что символизировало мир, и словами и жестами попросил Пейтона освободить свою жену. Но когда тот отказался это сделать, вспыхнула драка, и Ноносабасут был застрелен.
Позже суд присяжных в Сент-Джонсе оправдал Пейтона и его людей за убийство, поскольку «…со стороны Пейтона не было ничего несправедливого в том, что он применил насилие при возврате собственности, так что кровопролитие было случайным».
Тело Ноносабасута было погребено в традиционном маунде — захоронении на возвышенности, — позже туда поместили его маленького сына, а затем и жену Демасдуит.
В 1828 году захоронение нашёл Уильям Кормак, он забрал оттуда черепа и другие могильные вещи. Среди них находился череп Ноносабасута, который был отправлен в Королевский музей в шотландский город Эдинбург.
В 2019 году останки Ноносабасута и его жены Демасдуит вернули обратно в Канаду.